# Asagiri (destroyer, 1929)
Pour les articles homonymes, voir Asagiri (destroyer).
L'Asagiri (朝霧) était un destroyer de classe Fubuki en service dans la Marine impériale japonaise pendant la Seconde Guerre mondiale.

## Historique
En 1932, après la guerre de Shanghai, l'Asagiri patrouille dans le fleuve Yangtze. En 1935, après l'incident de la quatrième flotte, où un grand nombre de navires ont été endommagés par un typhon, le destroyer bénéficia d'une cloque plus solide. À partir de 1937, il couvre les débarquements des forces japonaises à Shanghai et à Hangzhou pendant la deuxième guerre sino-japonaise. À partir de 1940, il patrouille et couvre les débarquements des forces japonaises dans le sud de la Chine tout en participant à l'invasion de l'Indochine française.
Au moment de l'attaque de Pearl Harbor, l'Asagiri est affecté à la 20e division (3e escadron de destroyers) de la 1re flotte, où il est déployé depuis le district naval de Kure, escortant les troupes japonaises pour des opérations de débarquements pendant la bataille de Malaisie à la fin de 1941.

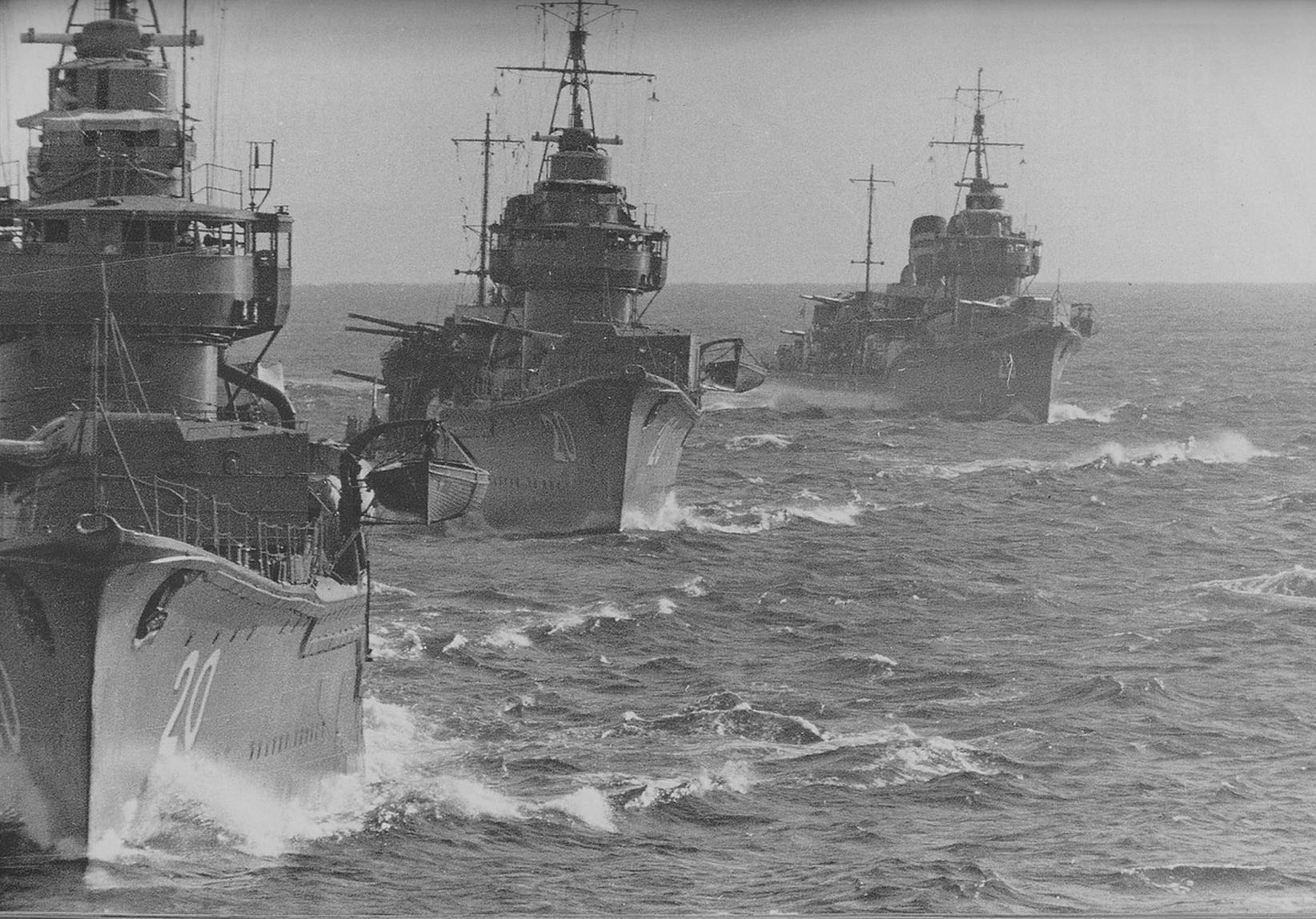
La 20e division en formation le 16 octobre 1941: dans l'ordre le Sagiri, l'Amagiri et lAsagiri.

Le 27 janvier, son convoi est attaqué par les destroyers HMS Thanet et HMAS Vampire à environ 80 milles marins (148 km) au nord de Singapour lors de la bataille d'Endau (en), où il contribua au naufrage du Thanet. Il fait ensuite partie de l'escorte des croiseurs lourds Suzuya, Kumano, Mogami et Mikuma déployés pour l'opération L. À la fin de février, l'Asagiri couvre des opérations de dragage de mines autour de Singapour et de Johor.
En mars, le destroyer prend part à l'opération T et à l'opération D, effectuant des patrouilles d'escorte au large de Port Blair pendant les raids japonais dans l'océan Indien. Lors de cette période, l'Asagiri, en compagnie des croiseurs Chōkai et Yura et du porte-avions Ryūjō, sont crédités du naufrage de six navires marchands. Les 13 et 22 avril, le destroyer accoste à Singapour et à la baie de Cam Ranh avant de rejoindre la base de Kure pour un entretien.
Les 4 et 5 juin, il participe à la bataille de Midway au sein de la flotte principale de l'amiral Isoroku Yamamoto. En juillet 1942, l'Asagiri quitte Amami-Ōshima pour Mako, Singapour, Sabang et Mergui pour un deuxième raid prévu dans l'océan Indien. L'opération est annulée en raison de la campagne de Guadalcanal, le destroyer est donc envoyé à Truk qu'il atteint fin août.
Après la bataille des Salomon orientales le 24 août, l'Asagiri escorte un transport de troupes pour Guadalcanal. Au cours de cette opération, il est touché par une bombe explosant le compartiment des tubes lance-torpilles larguée par un bombardier en piqué Douglas SBD Dauntless de l'US Marine Corps, basé à Henderson Field. L'explosion tua 122 hommes, le navire coula près de Santa Isabel, à 60 milles marins (110 km) au nord-nord-est de l'île de Savo, à la position 8° 00′ S, 160° 10′ E.
Le destroyer est rayé des listes de la marine le 1er octobre 1942.